# Calamus acanthophyllus
Calamus acanthophyllus är en enhjärtbladig växtart som beskrevs av Odoardo Beccari. Calamus acanthophyllus ingår i släktet Calamus och familjen Arecaceae. Inga underarter finns listade i Catalogue of Life.